# روبرت دي وايلد
روبرت دي وايلد (بالهولندية: Robert de Wilde)‏ مواليد 30 أبريل 1977 في كامبن، هو دراج هولندي. شارك في دورة الألعاب الأولمبية الصيفية.

## روابط خارجية
- روبرت دي وايلد على موقع اللجنة الأولمبية الدولية (الإنجليزية)
- روبرت دي وايلد على موقع أوليمبيديا (الإنجليزية)